# Zlikwidować Paryż
Zlikwidować Paryż (dun. Likvider Paris) – powieść wojenna duńskiego pisarza Svena Hassela z 1967. Polskie wydanie książki ukazało się w 2009, a tłumaczami byli Bartosz Lewandowski i Katarzyna Kopeć.

## Treść

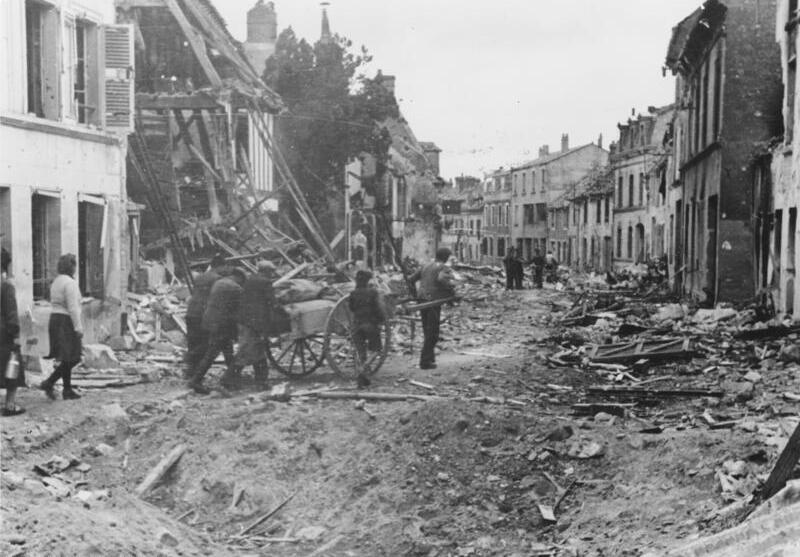
Walki w Normandii są tłem większej części powieści

Jest siódmą częścią wojennej serii, opartej w dużym stopniu na osobistych przeżyciach autora z okresu służby na prawie wszystkich frontach II wojny światowej, w tym w jednostkach karnych Wehrmachtu. Bohaterami są członkowie 27. Pułku Pancernego (który w rzeczywistości nigdy nie istniał): Sven (autor, narrator wszystkich powieści Hassela), Joseph Porta (humorystyczny gawędziarz, pochodzący z Berlina), Wolfgang Creutzfeld – Mały (olbrzym z nadanym ironicznie przezwiskiem, hamburczyk), Willie Beier – Stary (doświadczony starszy sierżant), Alfred Kalb – Legionista (były żołnierz Legii Cudzoziemskiej), Julius Heide (doświadczony żołnierz, zatwardziały nazista), Peter Blom – Barcelona (weteran wojny domowej w Hiszpanii) i inni. Ich losy autor przedstawił na różnych frontach II wojny światowej koncentrując się na brutalności i bezsensowności wojny oraz roli pojedynczego żołnierza w konflikcie. Najważniejszym wątkiem tej części są losy bohaterów podczas alianckiego lądowania w Normandii (akcja rozwija się m.in. w okolicach Caen, w Formigny i Montaudin), a potem podczas ostatnich tygodni okupowanego przez hitlerowców Paryża. Autor szczegółowo opisuje m.in. represje i tortury spotykające członków francuskiego ruchu oporu. Bohaterowie pomagają w ucieczce pewnemu młodemu Żydowi-komuniście z podziemia, który został skazany na śmierć. Czytelnicy poznają też genezę wstąpienia Svena do armii niemieckiej jeszcze przed wojną, wywołaną frustracją z bezrobocia, bezdomności i braku perspektyw życiowych w Kopenhadze lat 30. XX wieku (przejmujący jest opis ówczesnych głodnych świąt Bożego Narodzenia). Nutę humoru wprowadza natomiast wątek kradzieży świni tuczonej przez armię niemiecką w Paryżu i transport martwego zwierzęcia przez grupę bohaterów po centralnych ulicach francuskiej stolicy pod okiem żandarmerii i Gestapo.